# Léon Castillon
Pour les articles homonymes, voir Castillon.
Léon Cyrille Castillon, né à Asté (Hautes-Pyrénées) le 12 septembre 1875, est un prêtre botaniste qui a principalement travaillé en Argentine.

## Biographie

### Jeunesse
Il suit ses études, au Collège de Notre-Dame de Garaison, siège des missionnaires de l'Immaculée Conception, appelés les « Pères de Garaison » en France et « Los Padres Lourdistas » en Argentine. À 18 ans, il décide de devenir missionnaire.
Il fait partie du second contingent de Pères de Garaison qui part de Bordeaux pour Buenos Aires puis pour Catamarca où il arrive le 10 octobre 1894.
En Argentine, son nom s'hispanise, il devient León Castillón.
L'année suivante, commence son noviciat (période d’initiation et de probation). Il prononce ses premiers vœux le 28 février 1896 à Buenos Aires. Il prend des leçons d’harmonium et étudie la Philosophie.

### Enseignement
De 1897 à 1899, il enseigne au Colegio Santa Felicitas y Nuestra Señora de Lourdes à Buenos-Aires, tout en continuant ses études de philosophie et de théologie jusqu'en 1900, année où il est ordonné prêtre, le 22 décembre. En 1901 il commence à enseigner en lycée.
À la fermeture du  Colegio Santa Felicitas en 1903, Léon Castillon part pour Tucumán avec un groupe de compagnons, où il enseigne jusqu'en 1910 au Colegio Sagrado Corazón. Il dirige le chœur du collège en 1905. Des témoignages oraux rapporte qu'en matière de discipline, il était très sévère.
Il est nommé organiste de la cathédrale de Tucumán en 1906.
Asthmatique, il doit interrompre sa carrière d'enseignant en 1907. Il en profite pour rentrer en France, rendre visite à sa famille.

### Découvertes botaniques
Au cours de son séjour en Argentine, Léon Castillon a réalisé de nombreux relevés de plantes et champignons.
Il semblerait qu'il soit le premier à nommer le Xenophyllum lorochaqui. Le nom de cette plante est décrit ainsi : « L'épithète lorochaqui est le nom vernaculaire de cette plante tel qu'il était indiqué sur les étiquettes des collections réalisées par le botaniste argentin León Castillón (élève du botaniste Miguel Lillo). Cela signifie patte de perroquet en référence à la forme de la feuille. Le mot espagnol loro signifie perroquet et dérive de roro, utilisé par certains peuples Taíno et vraisemblablement adopté par les Espagnols lors de la colonisation. Par contre, chaqui est un mot quichuan signifiant pied ».
Plusieurs plantes portent son nom : Chloris Castilloniana Lillo & Parodi qu'il a recensée en février 1914 à Tucumán, Lupinus Castillonanus notamment, d'autres encore, comme Aloysia castellanosii Moldenke, Chloraea castillonii Hauman, Dioscorea castilloniana Hauman, Festuca castilloniana Türpe, Juncus venturianus Castillon, Patosia tucumanensis Castillón, etc.
En 1910, ses supérieurs envoient Léon Castillon enseigner au Seminario Mayor de Catamarca. Il y restera jusqu'en 1919. Il y est professeur de botanique, géologie, zoologie et astronomie. Il écrit à Lillo qu'au « séminaire, il y a un mirador qui domine le village. De là, et comme notre ciel est d'une formidable sérénité, je peux, avec un petit télescope, viser les montagnes de la Lune ou voyager à travers les constellations ».
Dans cette ville, il va pouvoir récupérer des dégâts subis à Tucumán où il avait de sévères crises d'asthme. Et il reprend vite ses recherches. Ses activités sont tellement diverses qu'il manque de temps pour s'occuper de ses plantes. Il travaille dans des conditions très précaires, mais conserve son sens de l'humour : « j'ai peu de temps pour marcher les lundis, dans ma chambre du matin (5 heures) au soir : et après on dira que les prêtres vivent une vie de rêve. Mon laboratoire est ma cellule, à côté du poêle, un piano me repose de mes études ».
Vu qu'il n'y a pas de laboratoire épiscopal, il décide d'en acquérir un sur ses fonds propres, pour son usage personnel. L'évêque Piedrabuena va l'aider à acquérir un microscope. Il veut aussi créer un laboratoire météorologique.
Avec les années, l'énergie qu'il met dans la recherche et la classification de nouvelles espèces augmente, chose qu'il fait en tout endroit où il se trouve, dédiant spécialement tous ses lundis à ce travail.
Il fait hypothéquer sa maison pour réaliser son rêve et écrit au Dr. Lillo : « Aujourd'hui je vous envoie un mandat de 500 pesos portant le numéro 39800. Avec cette somme, rendez-moi le service de me procurer un microscope moderne, au mécanisme parfait et à l'excellente acuité de ses lentilles ». Il reçoit ce précieux outil en février 1910.

### Sortie de la Congrégation
Le manque de compréhension de ses pairs envers sa passion pour la botanique se manifeste par des blagues et des caricatures qui tentent de le ridiculiser. Vers 1919, il est en conflit avec la congrégation et il s'en plaint auprès de Lillo : « Un prêtre qui est connu pour être le porte-parole des autres m'a confessé cet après-midi qu'on me prend pour un faussaire. Je n'en peux plus. Accepteriez-vous de prendre mon herbier chez vous ? D'abord pour que le fruit de votre travail et du mien ne tombe pas entre les mains de ces gens ; et ensuite pour que, lorsque vous écrirez à Buenos-Aires, vous le leur proposiez à la vente à n'importe quel prix ».
Il demande aux Supérieurs de la Congrégation d'être transféré au diocèse de Tucumán dirigé à ce moment-là par Augustin Barrère, Lourdiste, fondateur du Colegio Sagrado Corazón. Il est nommé aumônier de l'Ingenio San Pablo en 1920 après avoir abandonné l'enseignement.
En 1923, 20 ans après l'avoir quitté, nombre de Pères Lourdistes reviennent à Garaison.
Le 14 novembre 1947, une communication officielle de Pierre Marie Théas appelle les Pères de Garaison à reprendre en charge le service spirituel du sanctuaire de Lourdes. Mais Léon Castillon a déjà quitté la Congrégation, et il reste en Argentine.

### Chef de section de Musée
En 1925, il est nommé chef de section du musée de sciences naturelles par le recteur de l'université nationale de Tucumán.
Cette même année, il décide de rentrer en France où sa sœur, Marie Angèle, est veuve depuis quelques années et a perdu sa fille aînée l'année précédente. Elle élève seule l'unique neveu de Léon.
Il tente alors de vendre ses biens : bibliothèque, herbier, etc. L'université nationale de Tucumán ne lui rachète que ses livres. Son herbier sera incorporé à la collection de la Fundación Miguel Lillo.
Le 21 mai 1927, le journal El Orden de Tucumán barre sa Une du titre « Mañana sera librado al publico el museo de historia natural de la universidad de Tucumán » (demain, ouvrira au public le musée d'histoire naturelle de l'Université de Tucumán). Six personnes apparaissent en photo dans l'article : Lillo bien-sûr, en plein centre de la page, mais aussi Léon Castillon, chef de la section botanique.
Il se pourrait que les deux amis Miguel Lillo et Léon Castillon se soient brouillés en 1925. La dernière lettre de Léon à Miguel, datée du 29 novembre 1925 et écrite de l'Ingenio San Pablo (Tucumán), est d'un tout autre ton que les précédentes. Il lui indique qu'il lui remet un certain nombre de publications, que le temps de repos qui devait être employé à la recherche servira à nettoyer et boucler son herbier pour que « son état soit irréprochable dans une quelconque éventualité de don ou de vente, puisqu'il m'est impossible de le conserver ». Il fait appel à son honneur pour lui demander de lui renvoyer les plantes qui lui appartiennent et qui sont dans l'herbier du Docteur. Il lui renvoie ses livres, ainsi que des plantes qui appartiennent au Musée. Il lui demande enfin de clarifier son rôle au sein du musée en tant que Directeur de la section botanique.
On ressent clairement un changement d'attitude et de ton. Ce courrier est plus celui d'un collègue que celui d'un ami. Et ce sera la dernière lettre qu'il lui enverra.
Dans un courrier bien plus ancien, Léon Castillon écrivait « Un père de Tucumán, récemment arrivé ici, m'apporte une étrange nouvelle selon laquelle vous seriez en train de partir pour l'Allemagne. Est-ce certain ? L'idée que cela puisse être vrai m'afflige. Je perdrais mon meilleur ami ».

### Retour en France
Avec un accord de l'évêque pour s'absenter deux mois, il part pour la France en 1928. Depuis Asté, il demande l'extension de son autorisation à cinq mois, puis six mois. Finalement, en 1930, pour raisons de santé (asthme et surdité), il demande et obtient son excardination de Tucumán et son incardination au diocèse de Tarbes et Lourdes.
Nommé vicaire de Sainte-Marie-de-Campan, il s'installe au presbytère avec sa sœur et son neveu. Aujourd'hui encore on se souvient de lui comme un excellent organiste.
En 1928, il intègre la Société Ramond, en 1933, il rejoint la Société Botanique de France, en 1936, il est admis à la Société linnéenne de Lyon, il y travaille sur les phanérogames et les fougères, en 1938, il est accepté par la Société académique des Hautes-Pyrénées et en 1946 au sein de la Société d'histoire naturelle de Toulouse. Cette dernière Société mentionnait déjà son travail en 1943 au sujet des landes à ajoncs et bruyères et en 1945, dans un article traitant des Doronicum des Hautes-Pyrénées.
À sa retraite d'ecclésiastique, il retourne dans sa maison d'Asté, aujourd'hui située au 11 rue de l'église.
C'est là qu'il meurt le 16 octobre 1959, à l'âge de 84 ans. Il est enterré au cimetière du village.

## Après sa mort
Le 24 octobre 2016, est inauguré le Musée du Colegio Sagrado Corazón. Il contient une série de collections obtenues au fil des ans. Beaucoup d'entre elles grâce à l'apport des Pères Léon Castillon et Jean-Marie Tapie.